# 17 Sextantis
17 Sextantis (17 Sex / HD 88195 / HR 3989) es un sistema estelar en la constelación de Sextans, el sextante, de magnitud aparente +5,90. Se encuentra aproximadamente a 1350 años luz del sistema solar.
17 Sextantis es una estrella blanca de tipo espectral A —catalogada en las bases de datos como A1V— con una temperatura efectiva de 9520 K.
Tiene una masa 6,4 veces mayor que la del Sol y su luminosidad es 940 veces superior a la luminosidad solar.
Gira sobre sí misma con una alta velocidad de rotación igual o mayor de 259 ± 13 km/s.
Su metalicidad —abundancia relativa de elementos más pesados que el helio— es semejante a la solar ([M/H] = +0,10 ± 0,10).
17 Sextantis es una estrella extremadamente joven con una edad de solo 300.000 (± 100.000) años —compárese con la edad de nuestro Sol, estimada en 4600 millones de años—.
Al igual que estrellas como π2 Pegasi y 48 Librae, 17 Sextantis se halla rodeada por una envoltura de gas.
Es posible que sea ligeramente variable con un corto período de 1,5 días.